# Amar Fatah
Amar Fatah, né le 19 février 2004 à Solna en Suède, est un footballeur suédois qui évolue au poste d'ailier gauche à Dundee United.

## Biographie

### En club
Né à Solna en Suède, Amar Fatah est formé par l'AIK Solna. Il joue son premier match en professionnel avec l'AIK le 7 novembre 2021, contre le Östersunds FK, lors d'une rencontre d'Allsvenskan, la première division suédoise. Il entre en jeu et son équipe s'impose par trois buts à zéro. Il signe son premier contrat avec le club le 19 novembre 2021, valable jusqu'en décembre 2024.
Le 30 août 2022, Fatah signe en faveur de l'ESTAC Troyes, s'engageant avec le club pour cinq ans, soit jusqu'en juin 2027.
Il fait ses premiers pas avec l'équipe première de l'ESTAC le 28 décembre 2022, lors d'une rencontre de Ligue 1 face au FC Nantes. Les deux équipes se neutralisent ce jour-là (0-0 score final).
Le 31 janvier 2023, Fatah prend la direction de la Belgique en étant prêté jusqu'à la fin de la saison au Lommel SK.
Le 26 août 2024, Amar Fatah rejoint le Willem II Tilburg sous la forme d'un prêt d'une saison,.

### En sélection
Amar Fatah joue son premier match avec l'équipe de Suède espoirs le 14 novembre 2024, face au Angleterre. Il entre en jeu à la place de Jacob Ondrejka et son équipe est battue par deux buts à un.